# Maria Grazia Cucinotta
Maria Grazia Cucinotta (27 de juliol de 1968, Messina, Sicília) és una actriu italiana que ha treballat en diverses pel·lícules i sèries televisives des de 1990, com a actriu, o bé com a  productora, guionista i model.
És reconeguda a Itàlia com a actriu de cinema i televisió, però internacionalment és més coneguda pels seus papers en Il postino i com la noia Bond "Cigar Girl" a la pel·lícula de James Bond The World Is Not Enough.
Va ser l'estrella convidada en l'episodi de The Sopranos "Isabella". També va aparèixer a Els Simpson, en l'episodi The Italian Bob com a la maliciosa esposa de Sideshow Bob, Francesca.
Va contreure matrimoni amb Giulio Violati el 1995, i tenen una filla, Giulia.

## Filmografia
- Vacanze di Natale '90 (1990)
- Viaggio d'amore (1990)
- Alto rischio (1993)
- Cominciò tutto per caso (1993)

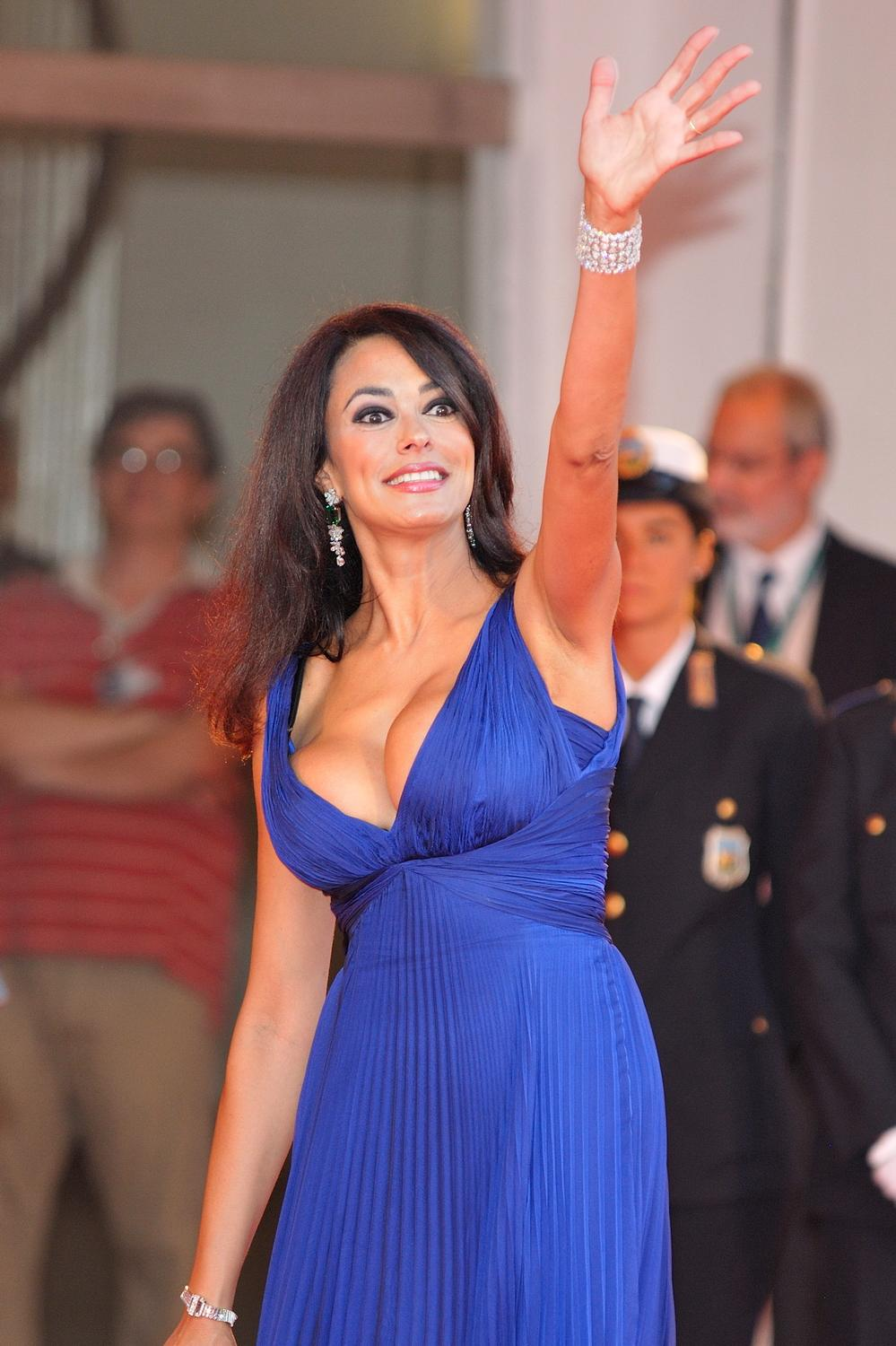
Maria Grazia Cucinotta al Festival Internacional de Cinema de Venècia 2009.

- Abbronzatissimi 2 - un anno dopo (1993)
- Il postino, de Michael Radford (1994)
- I Laureati (1995)
- El día de la bestia (1995)
- Il Sindaco (1996)
- Italiani (1996)
- Il Decisionista (1997)
- El Espíritu de Brooklyn (A Brooklyn State of Mind) de Frank Rainone (1997)
- Camere da letto (1997)
- Ballad of the Nightingale (1998)
- La Seconda moglie (1998)
- El Mundo Nunca Es Suficiente (The World Is Not Enough) de Michael Apted (1999)
- Maria Magdalena (1999)
- Trossets picants (Picking Up the Pieces) (2000)
- Just One Night (2000)
- Stregati dalla luna (2001)
- Strani accordi (2001)
- Vaniglia e cioccolato (2004)
- Mariti in affitto (2004)
- Miracolo a Palermo! (2005)
- All the Invisible Children (2005)
- Uranya (2006)
- Last Minute Marocco (2007)
- Sweet Sweet Marja (2007)
- La bella società (2008)
- Fly Light (2009)
- Viola di mare (2009)
- Death of the Virgin (2009)
- Flors negres (2009)
- L'imbroglio nel lenzuolo (2009)
- Un giorno della vita (2010)
- Il Bene dal Male  (2010)
- The Museum of Wonders (2010)
- Il rito (2011)
- Teresa Manganiello. Sui passi dell'amore (2012)
- La tana del bianconiglio (Curtmetratge) (2012)
- C'è sempre un perché (2013)
- Il gioco del destino (2014)
- Maldamore (2014)
- La moglie del sarto (2014)

## Aparicions en televisió
- Andy e Norman (1991)
- La Ragnatela (1991)
- Scherzi a parte (1992)
- Alta società (1995)
- La Signora della città (1996)
- Solomon (1997)
- Il Quarto re (1997)
- Padre papà (1998)
- Wildside - Lawyer (1998)
- In punta di cuore (1999)

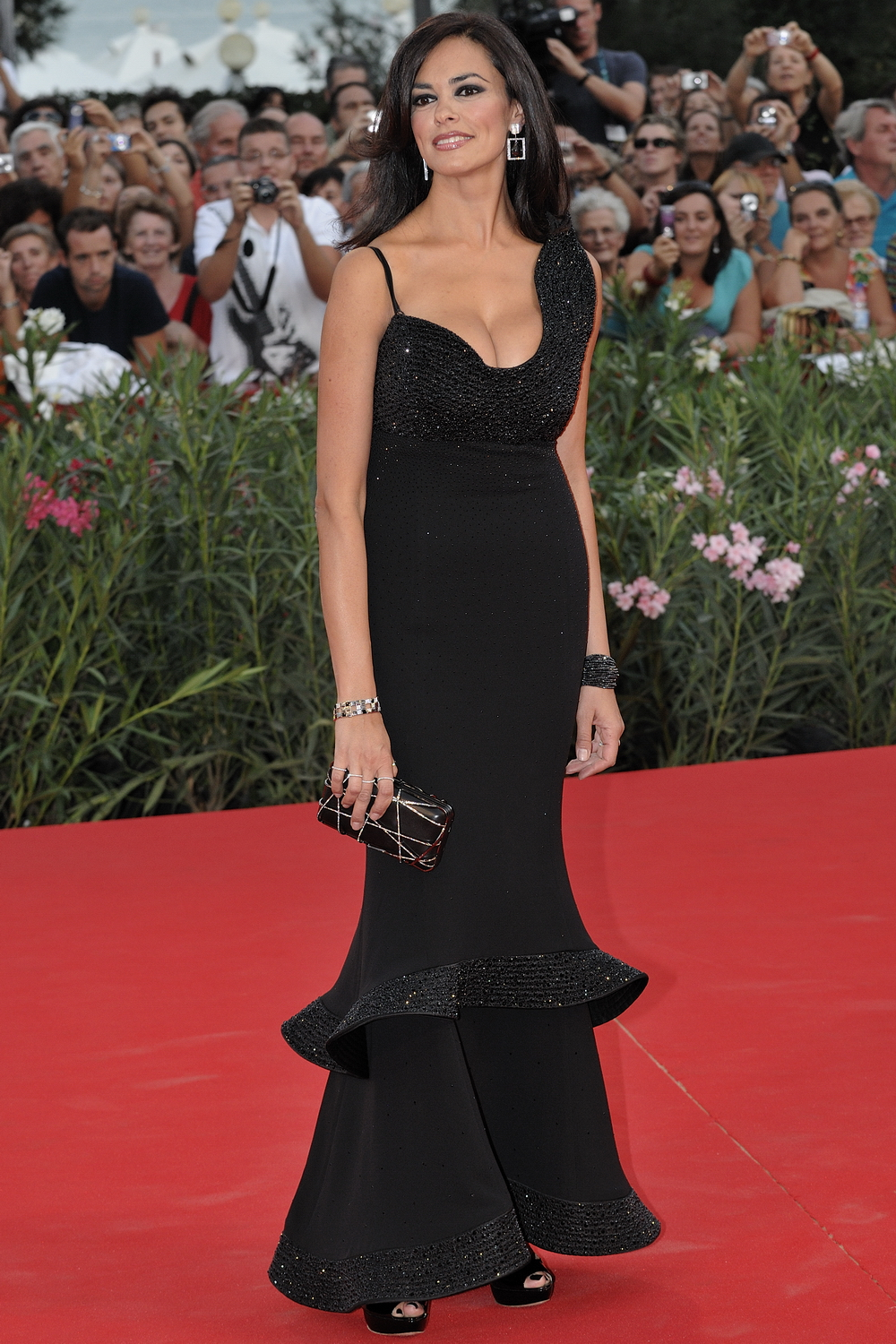
Maria Grazia Cucinotta al Festival Internacional de Cinema de Venècia 2009.

- "Isabella" (1999, episodi de The Sopranos)
- L'Avvocato Porta (1997)
- Amici di Gesù (2000)
- Il Bello delle donne (2001)
- Amici di Gesù (2001)
- Marcinelle (2003)
- The Italian Bob (2005, episodi de Els Simpson)
- Pompei (2007)